# Мадагаскарский лесной зимородок
Мадагаска́рский лесно́й зиморо́док (лат. Corythornis madagascariensis) — птица семейства зимородковых. Эндемик острова Мадагаскар, обитает в западных сухих лиственных лесах. Существует два подвида: C. m. dilutus и C. m. madagascariensis.

## Систематика
Ранее этот вид часто относили к роду лесных и трёхпалых зимородков, согласно современным представлениям он принадлежит роду Corythornis.